# Michael Scheikl
Michael Scheikl (* 5. Mai 1989) ist ein österreichischer Naturbahnrodler. Seine bisher größten Erfolge sind bei Europameisterschaften acht Medaillen darunter einmal Gold, bei Weltmeisterschaften sechs Medaillen, darunter einmal Gold, zehn Weltcupsiege und der erste Platz im Gesamtweltcup in der Saison 2020/21.

## Karriere
Scheikl begann 1997 mit dem Rodelsport. In den Jahren 2004 und 2005 nahm er erstmals an einer Juniorenwelt- bzw. europameisterschaft teil, kam dabei aber noch nicht unter die besten zehn. 2005 wurde er Österreichischer Juniorenmeister im Einsitzer. Am 11. Dezember 2005 debütierte der damals erst 16-jährige Scheikl im Weltcup. Im ersten Rennen der Saison 2005/2006 in Longiarü belegte er den 20. Platz. In diesem und im nächsten Winter blieb dies sein einziger Weltcupstart. Bei der Juniorenweltmeisterschaft 2006 in Garmisch-Partenkirchen und bei der Junioreneuropameisterschaft 2007 in St. Sebastian erzielte er als Siebenter bzw. Achter zwei Top-10-Ergebnisse. Seit der Saison 2007/2008 startet Scheikl wieder im Weltcup. Er erreichte am 23. Februar 2008 in Železniki als Dritter seine erste Podestplatzierung und erzielte im Gesamtweltcup jenes Winters den neunten Rang. Bei der Juniorenweltmeisterschaft 2008 in Latsch und bei der Europameisterschaft 2008 in Olang, seinem ersten Titelkampf in der Allgemeinen Klasse, verfehlte er als jeweils Vierter nur knapp eine Medaille.

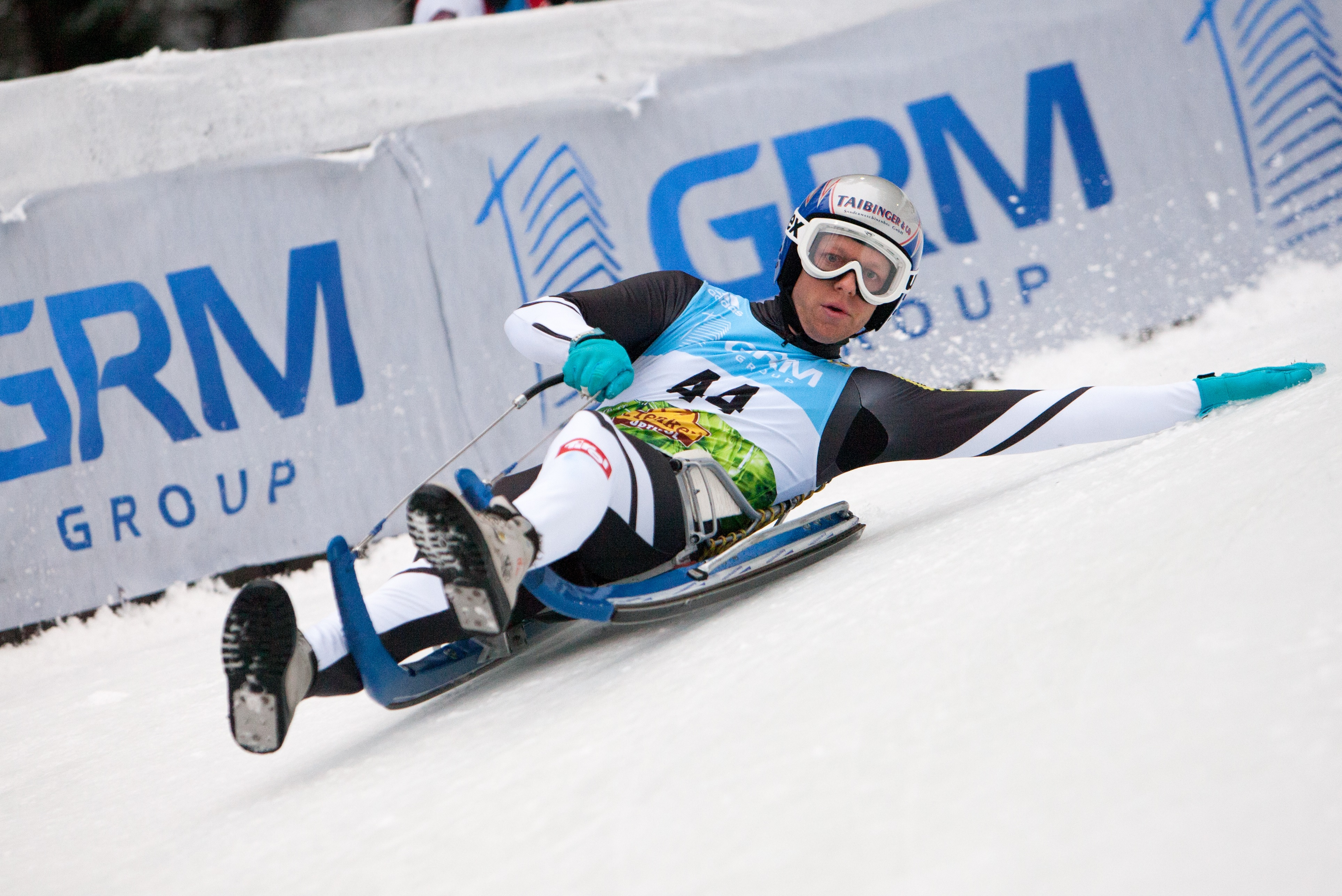
Michael Scheikl, Weltcup-Finale 2017

Zum Auftakt der Saison 2008/2009 gelang dem damals 19-jährigen Scheikl in St. Sebastian sein erster Weltcupsieg, zeitgleich mit dem acht Jahre älteren Gerald Kammerlander. Die beiden führten damit den ersten österreichischen Sechsfachsieg im Naturbahnrodel-Weltcup an. Im Rest des Winters fuhr Scheikl aber nicht mehr auf das Podest und im Gesamtweltcup landete er am Saisonende auf Platz vier. Ebenfalls Vierter wurde er bei der Junioreneuropameisterschaft 2009 in Longiarü. Bei der Weltmeisterschaft 2009 in Moos in Passeier belegte er den sechsten Platz. In der Saison 2009/2010 kam Scheikl nicht an seine Vorjahres-Weltcupergebnisse heran. Drei neunte Plätze waren seine besten Weltcupergebnisse, womit er im Gesamtklassement auf Rang elf zurückfiel. Auch bei der Europameisterschaft 2010 in St. Sebastian kam er nicht über Rang neun hinaus. Zu Beginn der Saison 2010/2011 erreichte er mit Rang drei in Nowouralsk seinen ersten Podestplatz seit zwei Jahren, dem zwei fünfte Plätze folgten. Danach verschlechterten sich seine Resultate aber wieder und er wurde Neunter im Gesamtweltcup.
Nachdem Scheikl nicht an der Weltmeisterschaft 2011 teilgenommen hatte, gewann er bei der Europameisterschaft 2012 in Nowouralsk die Silbermedaille im Einsitzer hinter dem Saisondominator Patrick Pigneter und die Bronzemedaille im Mannschaftswettbewerb zusammen mit Melanie Batkowski, Christian Schopf und Andreas Schopf. Auch im Weltcup zeigte er in der Saison 2011/2012 gute Leistungen: Er fuhr als Dritter in Deutschnofen und Nowouralsk zweimal auf das Podest, verpasste weitere zwei Mal die Podestränge als Vierter nur knapp und wurde wie schon drei Jahre zuvor Vierter im Gesamtweltcup – diesmal als bester Österreicher hinter drei Italienern.
Neben dem Naturbahnrodeln nimmt Scheikl im Sommer auch an Wettbewerben im Rollenrodeln teil, sowohl im Einsitzer als auch im Doppelsitzer zusammen mit Tina Unterberger. Er gewann mehrmals die Gesamtwertung des Austrian Rollenrodelcups und wurde mehrmals Österreichischer Meister. In der Saison 2020/21 hat er sich zum ersten Mal den Gesamtsieg im Weltcup der Naturbahnrodler geholt.

## Erfolge

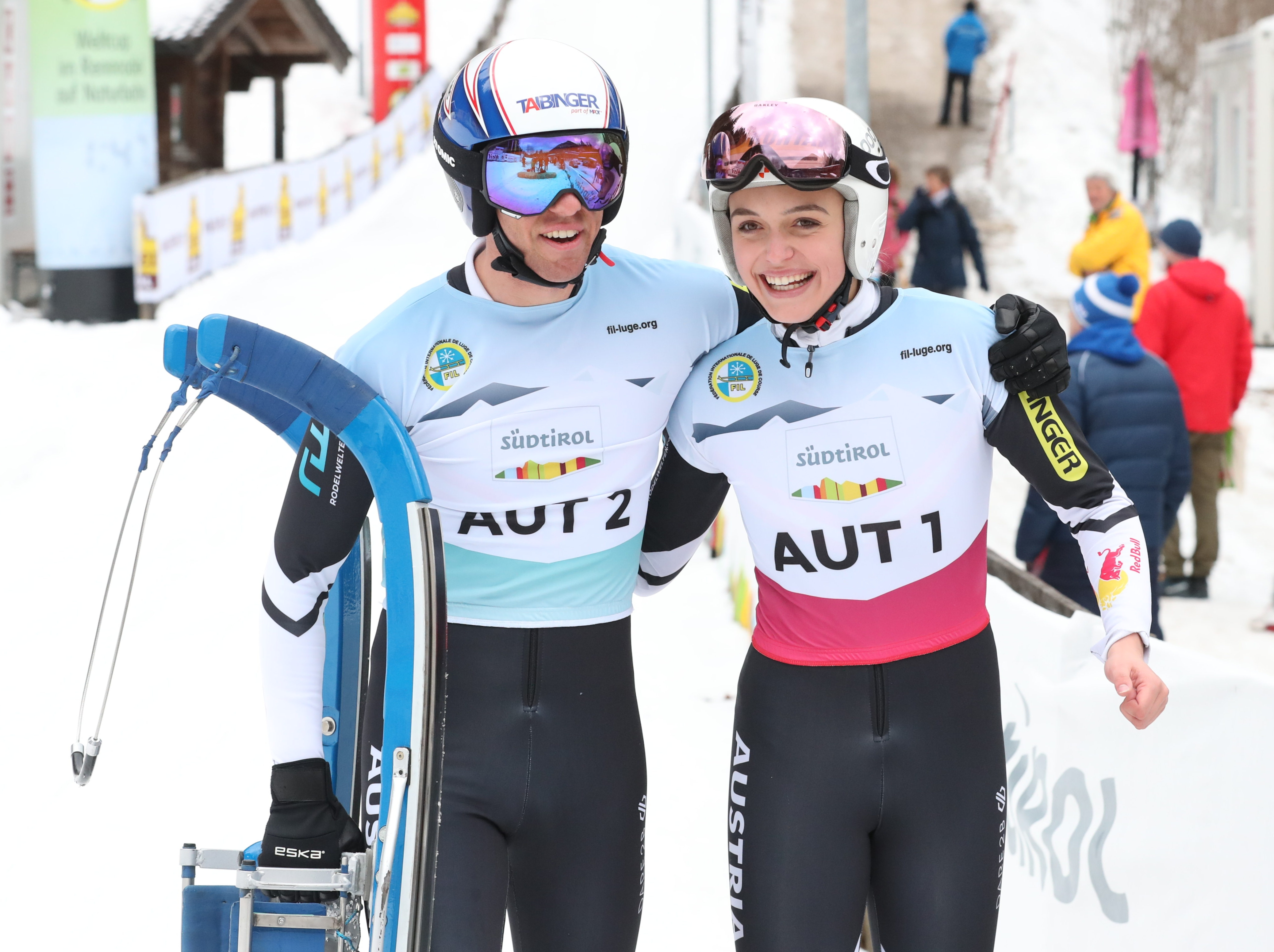
Michael Scheikl zusammen mit Riccarda Ruetz beim Weltcup in Mariazell, 2022

### Weltmeisterschaften
- Moos in Passeier 2009: 6. Einsitzer
- Deutschnofen 2013: 4. Mannschaft, 8. Einsitzer
- St. Sebastian 2015: 5. Einsitzer
- Latzfons 2019: 2. Mannschaft, 3. Einsitzer
- Umhausen 2021: 5. Einsitzer
- Deutschnofen 2023: 2. Mannschaft, 2. Einsitzer
- Kühtai 2025: 1. Einsitzer, 1. Mannschaft

### Europameisterschaften
- Olang 2008: 4. Einsitzer
- St. Sebastian 2010: 9. Einsitzer
- Nowouralsk 2012: 2. Einsitzer, 3. Mannschaft
- Umhausen 2014: 9. Einsitzer
- Obdach 2018: 6. Einsitzer
- Moskau 2020: 1. Einsitzer, 2. Mannschaft
- Laas 2022: 2. Einsitzer, 2. Mannschaft
- Jaufental 2024: 2. Einsitzer, 2. Mannschaft

### Juniorenweltmeisterschaften
- Kindberg 2004: 13. Einsitzer
- Garmisch-Partenkirchen 2006: 7. Einsitzer
- Latsch 2008: 4. Einsitzer

### Junioreneuropameisterschaften
- Kandalakscha 2005: 11. Einsitzer
- St. Sebastian 2007: 8. Einsitzer
- Longiarü 2009: 4. Einsitzer

### Weltcup
- 1. Rang im Einsitzer-Gesamtweltcup in der Saison 2020/21
- 2. Rang im Einsitzer-Gesamtweltcup in der Saison 2019/20 und 2024/25
- 3. Rang im Einsitzer-Gesamtweltcup in den Saisonen 2013/14, 2014/15, 2021/22, 2022/23
- 40 Podestplätze, davon 10 Siege:

| Datum             | Ort                 | Land       | Disziplin  |
| ----------------- | ------------------- | ---------- | ---------- |
| 11. Jänner 2009   | St. Sebastian       | Österreich | Einsitzer* |
| 25. Jänner 2015   | Winterleiten        | Österreich | Einsitzer  |
| 5. Jänner 2020    | Obdach-Winterleiten | Österreich | Einsitzer  |
| 9. Februar 2020   | Laas                | Italien    | Einsitzer  |
| 17. Dezember 2020 | Winterleiten        | Österreich | Einsitzer  |
| 19. Dezember 2020 | Winterleiten        | Österreich | Einsitzer  |
| 19. Februar 2022  | Mariazell           | Österreich | Einsitzer  |
| 18. Dezember 2022 | Winterleiten        | Österreich | Einsitzer  |
| 21. Dezember 2024 | Winterleiten        | Österreich | Einsitzer  |
| 22. Dezember 2024 | Winterleiten        | Österreich | Einsitzer  |

* zeitgleich mit Gerald Kammerlander